# Pityriasis rubra pilaris
Die Pityriasis rubra pilaris (auch Stachelflechte oder  Devergie-Krankheit) ist eine seltene chronische Hauterkrankung, die von den Haarfollikeln ausgeht. Die Ursache ist unbekannt. Das Aussehen dieser Erkrankung ähnelt dem der Schuppenflechte (Psoriasis).
Die Bezeichnung bezieht sich auf den Autor der Erstbeschreibung aus dem Jahre 1856 durch den Pariser Dermatologen Marie Guillaume Devergie (1789–1879).

## Verbreitung
Die Häufigkeit wird mit unter 1 zu 1.000.000 angegeben, die meisten Fälle treten sporadisch auf, es gibt aber auch familiäre Formen (Devergie-Krankheit) mit autosomal-dominantem Erbgang.

## Ursache
Der Erkrankung liegen Mutationen im CARD14-Gen am Genort 17q25.3 zugrunde.

## Klinik
Nach dem zu Beginn (an Kopfhaut, Armen und Beinen) schubhaften Auftreten von kleinen orangeroten follikulären Papeln (kleine Knötchen) bilden sich gelbrote flächenhafte und manchmal schuppende Herde. Diese können zu einer Rötung der gesamten Haut führen (Erythrodermie). Ferner findet sich eine palmoplantare-Hyperkeratose. Ein typisches Zeichen für die Pityriasis rubra pilaris sind Inseln von nichtbefallener Haut zwischen den Herden.

## Therapie
Aufgrund der Seltenheit dieser Krankheit bestehen wenige Therapiemöglichkeiten.
Die Behandlung kann unter anderem mit Etretin erfolgen, führt zum Abblassen und Abflachen der Herde innerhalb von einigen Monaten. Die völlige Heilung kann Jahre andauern, je nachdem welche Kategorie/Subdivision der Krankheit vorliegt.